# Neckargerach

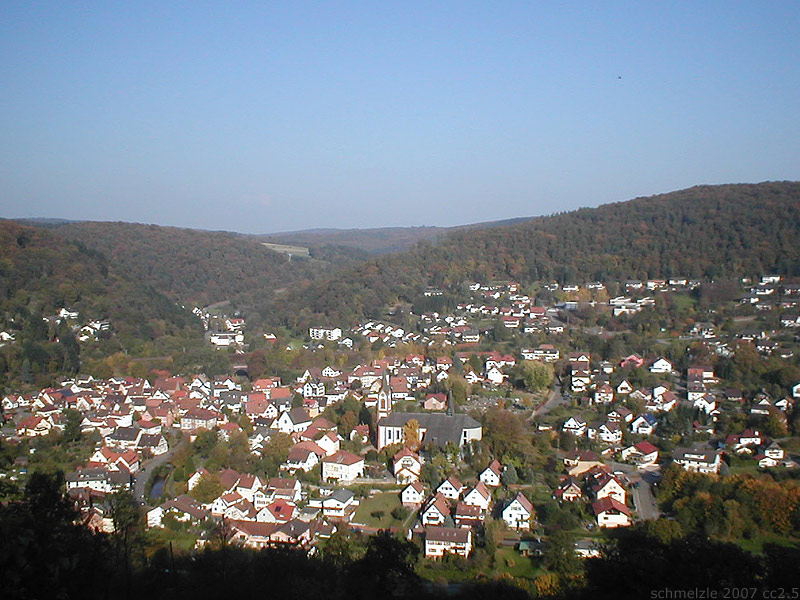
Blick von der Minneburg über Neckargerach

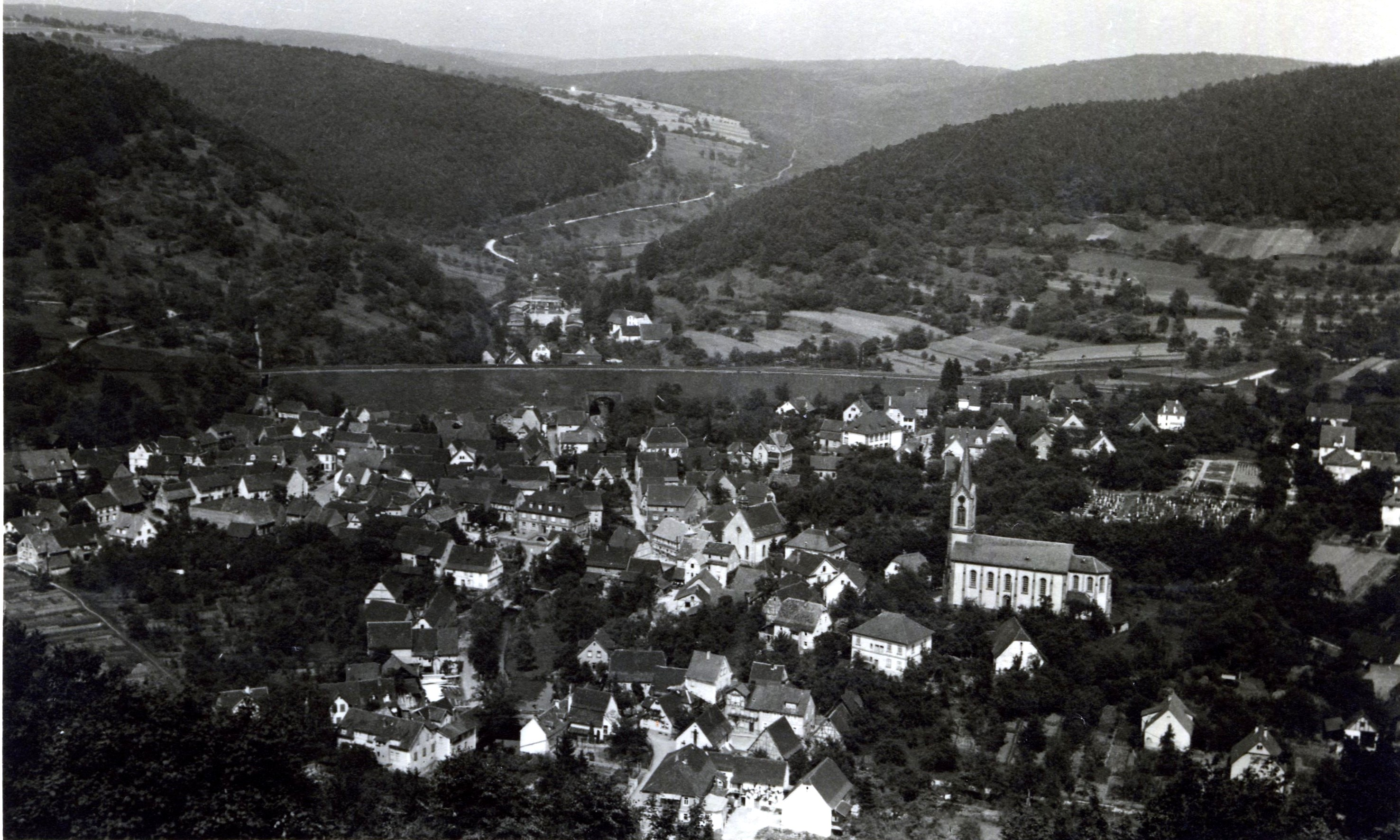
Blick auf Neckargerach, 1939

Neckargerach ist eine Gemeinde im Neckar-Odenwald-Kreis in Baden-Württemberg. Sie gehört zur europäischen Metropolregion Rhein-Neckar.

## Geografie

### Geographische Lage
Die Gemeinde ist ein staatlich anerkannter Erholungsort und liegt direkt am Neckar und an der Burgenstraße zwischen Heidelberg und Heilbronn. Das Gemeindegebiet liegt im Naturpark Neckartal-Odenwald zwischen 129 und 380 Meter Höhe.

### Gemeindegliederung
Zur Gemeinde Neckargerach gehört die ehemalige Gemeinde Guttenbach. Zur ehemaligen Gemeinde Guttenbach gehört das auf der linken Neckarseite liegende Dorf Guttenbach. Zur Gemeinde Neckargerach in den Grenzen vom 30. Dezember 1972 gehören das Dorf Neckargerach, der rund zwei Kilometer nördlich davon liegende Weiler Lauerskreuz und die Häuser Läufertsmühle und Staustufe.

## Geschichte
Neckargerach wurde im Jahr 976 erstmals als Geraha erwähnt, was eine gebräuchliche Bezeichnung für ein sprudelndes Gewässer war, und gleichermaßen den Ort als auch das ihn durchfließende Gewässer bezeichnete. Der Ort hieß über die Jahrhunderte Gerach, bis um 1700 zur Abgrenzung von Orten selben Namens die Bezeichnung Neckargerach üblich wurde. Der Bach Gerach wurde 1676 in Seebach umbenannt. Der Ort war eine Siedlung von Fischern und Schiffern.
1939 wurden 1499 Einwohner gezählt.

Außenlager des KZ Natzweiler-Struthof: Im Zweiten Weltkrieg gab es in Neckargerach ein Außenkommando des KZ Neckarelz, in dem 900 KZ-Häftlinge Zwangsarbeit beim Stollenbau in Obrigheim und bei der Herstellung von Flugzeugmotoren bei den Daimler-Benz-Werken verrichten mussten. Ab 1944 war Neckargerach Standort für ein von der SS so genanntes "Krankenlager", aus dem im November 120 Kranke nach Vaihingen an der Enz verlegt wurden. Das Lager selbst wurde im März 1945 "evakuiert". Der „Todesmarsch“ bis Waldenburg und von dort aus mit Güterwaggons ins KZ Dachau kostete circa 600 Häftlinge das Leben. Die Nichtgehfähigen kamen mit einem Güterzugtransport im April 1945 bis nach Osterburken, wo sie größtenteils lebend befreit wurden. Bei einem alliierten Luftangriff am 22. März 1945 auf den Bahndamm der Neckartalstrecke fielen hunderte von Bomben auf den kleinen Ort. Über 200 Einwohner starben, auch einige wenige Soldaten (Wachen) und KZ-Häftlinge. Ende 1945 wurden 1305 Einwohner gezählt.
Am 31. Dezember 1972 wurde Guttenbach eingemeindet.

## Politik

### Verwaltungsverband
Der Gemeindeverwaltungsverband Neckargerach-Waldbrunn hat seinen Sitz in Neckargerach;
zum Verband zählen außer Neckargerach die Gemeinden Binau, Waldbrunn und Zwingenberg.

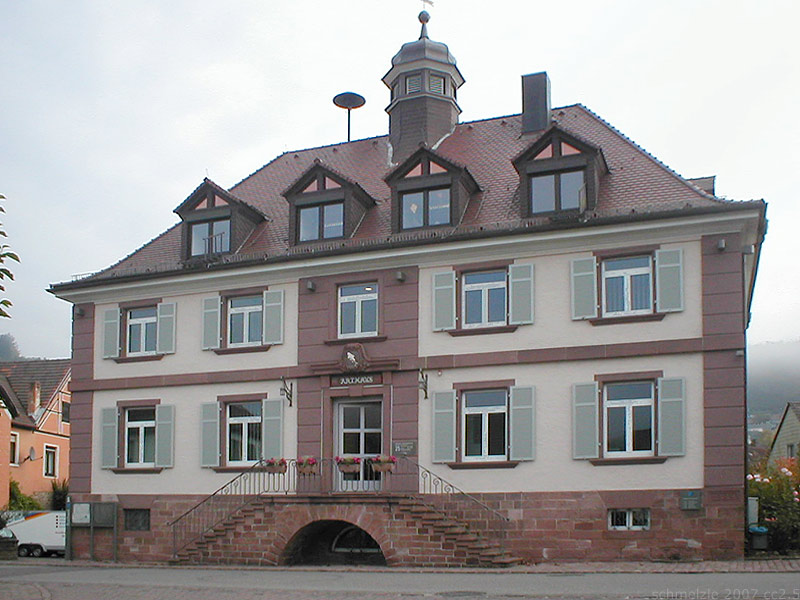
Rathaus von Neckargerach

### Gemeinderat
Der Gemeinderat in Neckargerach besteht aus den 12 gewählten ehrenamtlichen Gemeinderäten und dem Bürgermeister als Vorsitzendem. Der Bürgermeister ist im Gemeinderat stimmberechtigt.
Die Kommunalwahl am 9. Juni 2024 führte zu folgendem Ergebnis:
| Parteien und Wählergemeinschaften | Parteien und Wählergemeinschaften           | % 2024  | Sitze 2024 | % 2019 | Sitze 2019 | Kommunalwahl 2024 %6050403020100 51,26 % (+2,86 %p)26,00 % (−9,60 %p)22,63 % (+6,63 %p) CDUSPDFW20192024 |
| CDU                               | Christlich Demokratische Union Deutschlands | 51,26   | 6          | 48,4   | 6          | Kommunalwahl 2024 %6050403020100 51,26 % (+2,86 %p)26,00 % (−9,60 %p)22,63 % (+6,63 %p) CDUSPDFW20192024 |
| SPD                               | Sozialdemokratische Partei Deutschlands     | 26,00   | 3          | 35,6   | 4          | Kommunalwahl 2024 %6050403020100 51,26 % (+2,86 %p)26,00 % (−9,60 %p)22,63 % (+6,63 %p) CDUSPDFW20192024 |
| FUB                               | Freie unabhängige Bürger                    | 22,63   | 3          | 16,0   | 2          | Kommunalwahl 2024 %6050403020100 51,26 % (+2,86 %p)26,00 % (−9,60 %p)22,63 % (+6,63 %p) CDUSPDFW20192024 |
| gesamt                            | gesamt                                      | 100,0   | 12         | 100,0  | 12         | Kommunalwahl 2024 %6050403020100 51,26 % (+2,86 %p)26,00 % (−9,60 %p)22,63 % (+6,63 %p) CDUSPDFW20192024 |
| Wahlbeteiligung                   | Wahlbeteiligung                             | 70,47 % | 70,47 %    | 67,7 % | 67,7 %     | Kommunalwahl 2024 %6050403020100 51,26 % (+2,86 %p)26,00 % (−9,60 %p)22,63 % (+6,63 %p) CDUSPDFW20192024 |

### Oberhäupter der Gemeinde

#### Schultheiße Neckargerach
- 1432     : Hensel Spieß
- 1541     : Peter Schifferdecker
- 1563	  : Henrich Luzig
- Vor 1606 : Peter Heckherich
- 1628     : Melchior Seybolt
- 1707	  : Johann Barthel Marsch
- 1716     : Primus Felzian Veith
- 1721–1774: Johannes Bodenburg
- 1782 	  : Andreas Rieb
- 1803	  : Georg Carl Herrmann

#### Ortsvögte Neckargerach
- 1814     : Jakob Müller
- 1815     : Wendel Fath
- 1816	  : Jakob Müller
- 1829	  : Schifferdecker
- 1830	  : Gröhl

#### Bürgermeister Neckargerach
- 1832–1839: David Plitt
- 1839–1844: Jakob Müller
- 1844–1848: Kieser
- 1848–1850: Anton Ulses
- 1850–1852: Kieser
- 1852–1864: Jakob Löffler, Schmiedemeister
- 1864–1882: Peter Ulses
- 1882–1888: Johannes Link
- 1888–1915: Ludwig Hornung
- 1915–1919: Johann Georg Steck, Metzger
- 1919–1924: Heinrich Gramlich
- 1924–1933: Carl Bödigheimer I
- 1933–1935: Rudolf Bödigheimer
- 1935–1937: Ludwig Menges
- 1937–1945: Christian Seemann, Elektromeister
- 1945–1965: Karl Wettmann, Landwirt
- 1965–1974: Peter Kirchesch sen.
- 1974–2006: Peter Kirchesch jun.
- 2006–2010: Ralf Schnörr
- ab 1. März 2010: Norman Link, Wiederwahl zur 2. Amtszeit im Januar 2018.

### Bürgermeister
Seit März 2010 ist Norman Link Bürgermeister von Neckargerach. Er wurde am 21. Februar 2010 im zweiten Wahlgang bei einer Wahlbeteiligung von 73,8 Prozent mit 54,14 Prozent der abgegebenen gültigen Stimmen gewählt. Seit 2013 ist Link in Personalunion gleichzeitig ehrenamtlicher Bürgermeister der Nachbargemeinde Zwingenberg.

### Wappen
Das Wappen zeigt eine springende, mit roten Punkten besetzte silberne Bachforelle auf blauem Grund. - Der Fisch weist
auf die geografische Lage Neckargerachs an Seebach und Neckar sowie auf die Bedeutung der Fischerei hin.

## Demographie
Einwohnerentwicklung:
| Year | Inhabitants |
| ---- | ----------- |
| 1990 | 2,352       |
| 2001 | 2,414       |
| 2011 | 2,340       |
| 2021 | 2,328       |

## Kultur und Sehenswürdigkeiten

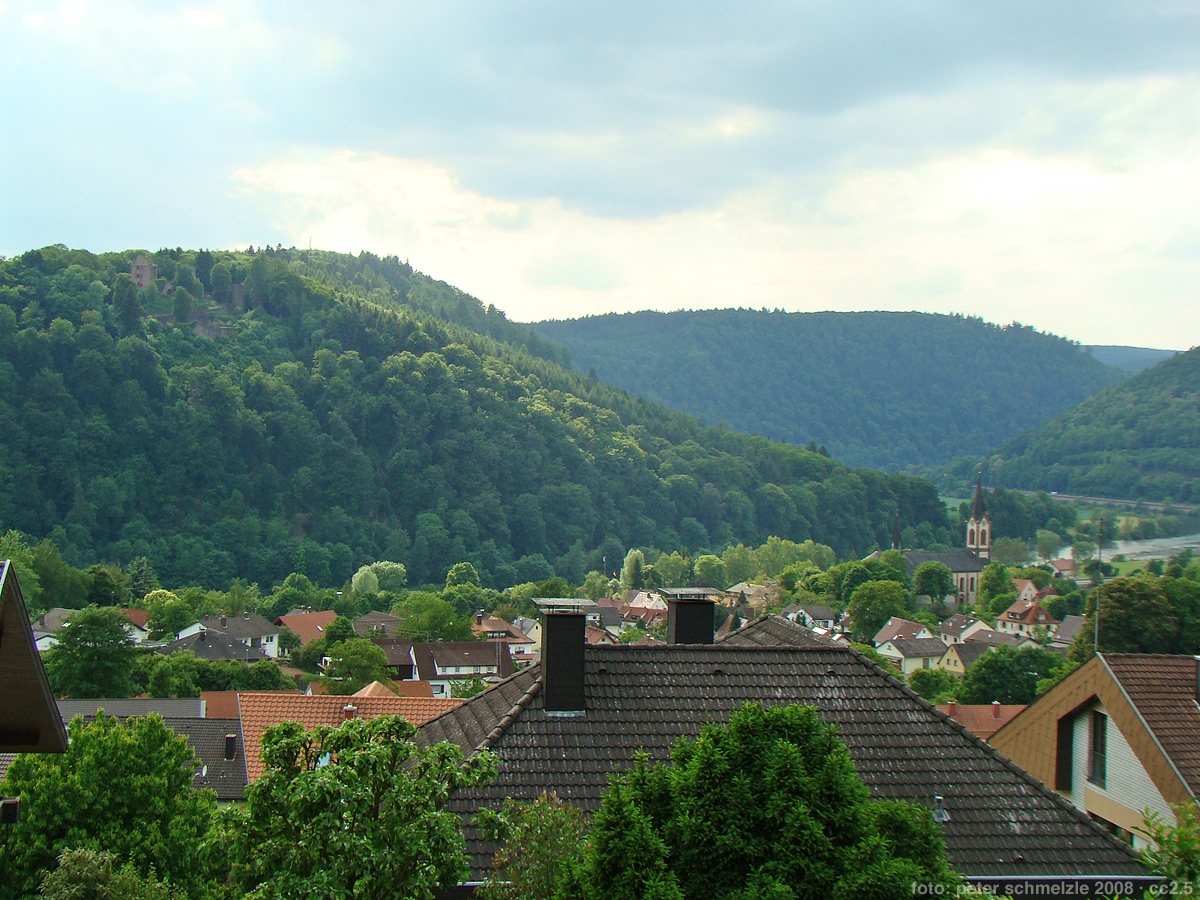
Blick über Neckargerach zur Minneburg

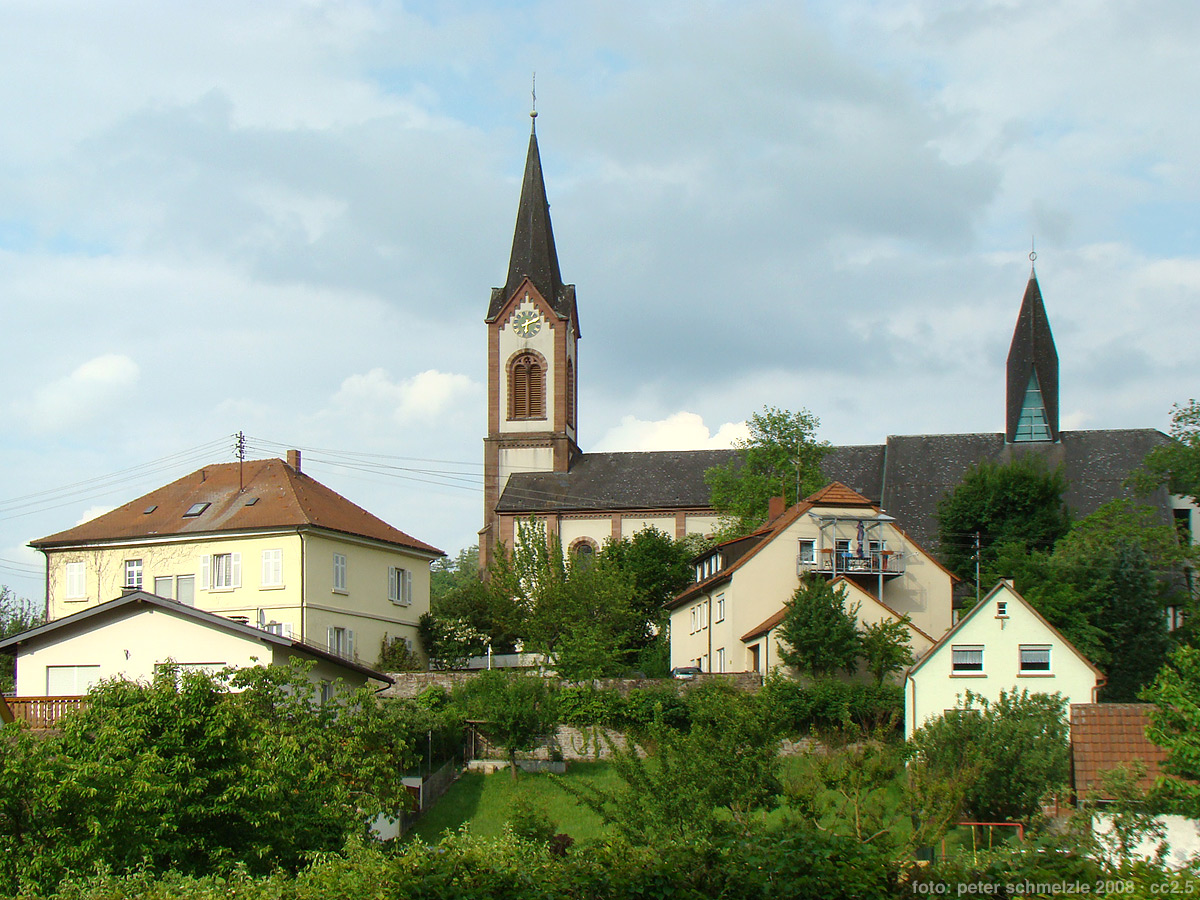
Pfarrhaus und kath. Kirche St. Afra

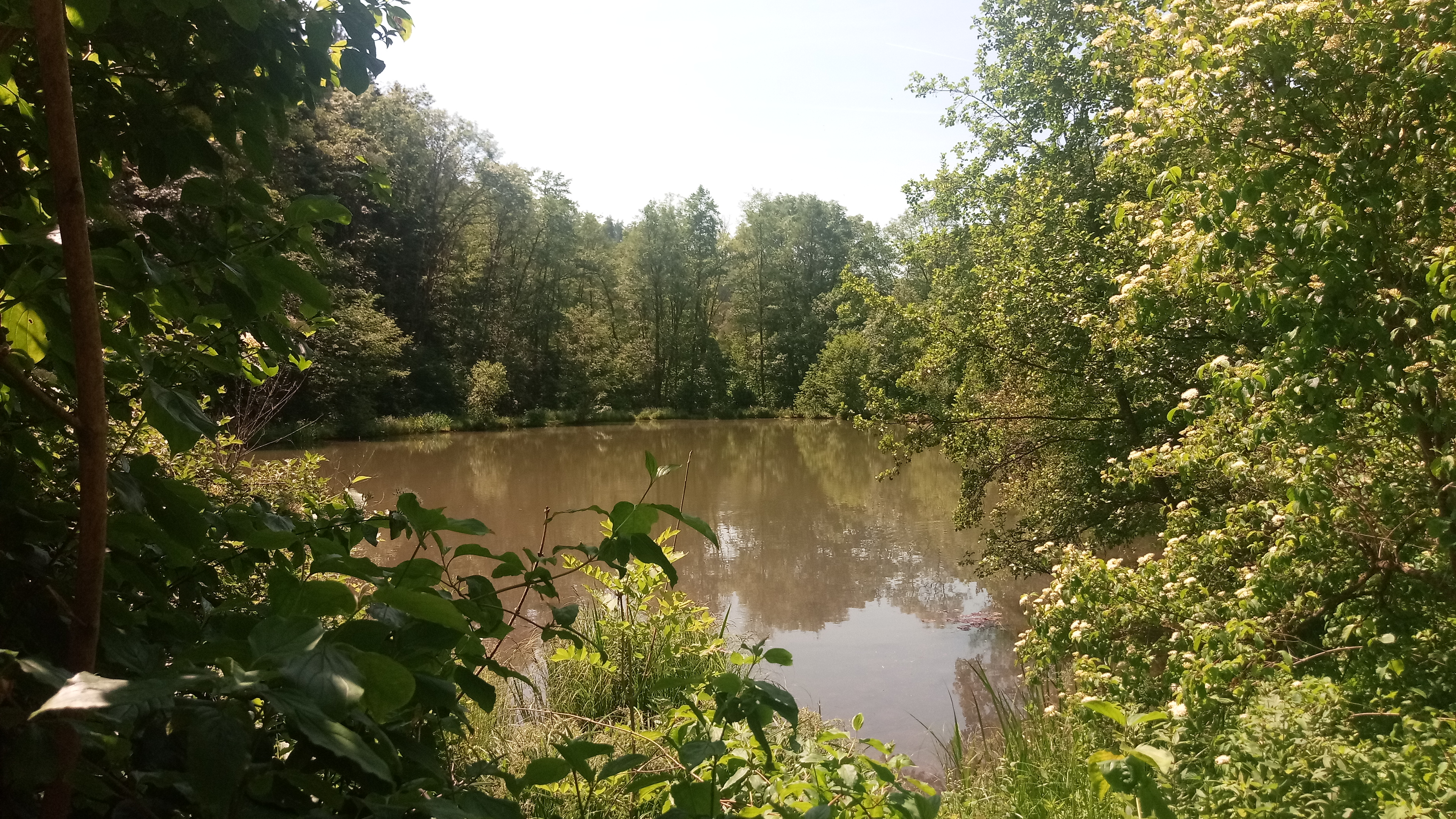
Der Waldsee bei Neckargerach

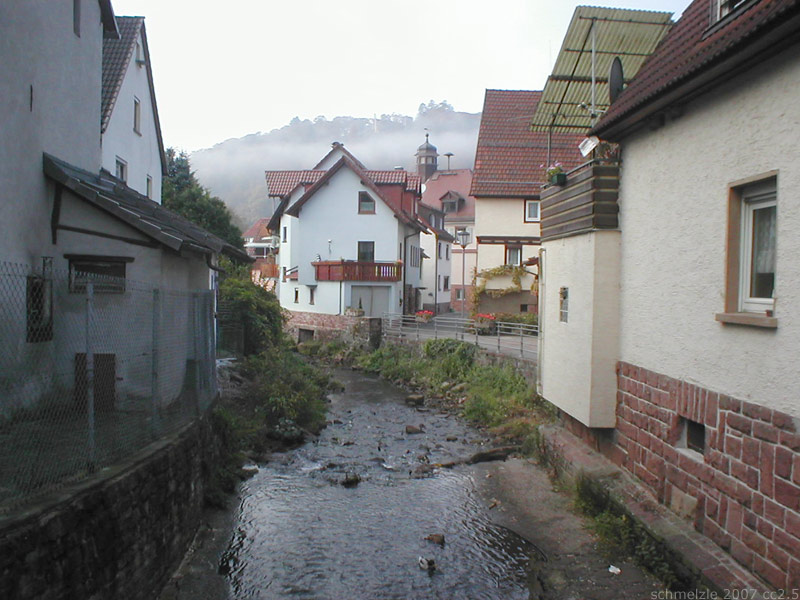
Der in Neckargerach fließende Seebach hieß früher wie der Ort nur „Gerach“

- Die Ruine der im 16. Jahrhundert zu ihrem heutigen Umfang erweiterten und seit dem 17. Jahrhundert zerfallenen Minneburg steht hoch über Neckargerach auf der anderen Neckarseite auf der Gemarkung Neckarkatzenbach und ist durch die Rechte ihrer Besitzer eng mit der Geschichte des Ortsteils Guttenbach verbunden. Durch die dominierende Lage ist die Minneburg ein Wahrzeichen von Neckargerach.
- Die katholische Kirche St. Afra befindet sich gemeinsam mit dem 1828 erneuerten Pfarrhaus auf einer Anhöhe im Ort. Die älteren Teile des Kirchengebäudes wurden 1848 anstelle einer älteren Kirche errichtet. 1970 wurde die Kirche um einen Erweiterungsbau und einen zweiten Turm erweitert. Der barocke Hochaltar stammt aus der 1839 abgerissenen Kapuzinerkirche Mannheim. Er wurde entworfen von Lorenzo Quaglio um 1760, trägt Statuen des Hl. Rochus und des Hl. Sebastian, geschaffen von Johann Matthäus van den Branden, sowie ein Altarblatt mit der Darstellung des Hl. Franz von Assisi, gemalt von Francesco Bernardini.[12]
- Die Evangelische Kirche wurde von 1729 bis 1734 errichtet. Nach schweren Beschädigungen im Zweiten Weltkrieg wurde das Gebäude wiederhergestellt.
- Das Rathaus wurde 1925 an der Stelle eines Vorgängerbauwerks von 1513 errichtet, 1965 und 1980 ausgebaut und 2003/04 umfassend saniert. Beim Rathaus ist ein Kriegerdenkmal aufgestellt. Unweit des Rathauses befindet sich in der Hauptstraße außerdem das durch eine Tafel am Gebäude ausgewiesene Geburtshaus der Mutter von Friedrich Ebert.
- An der Stelle des ehemaligen Lagereingangs an der Straße Richtung Waldbrunn erinnert ein Gedenkstein an die KZ-Häftlinge des Außenlagers, die Opfer von Zwangsarbeit wurden.

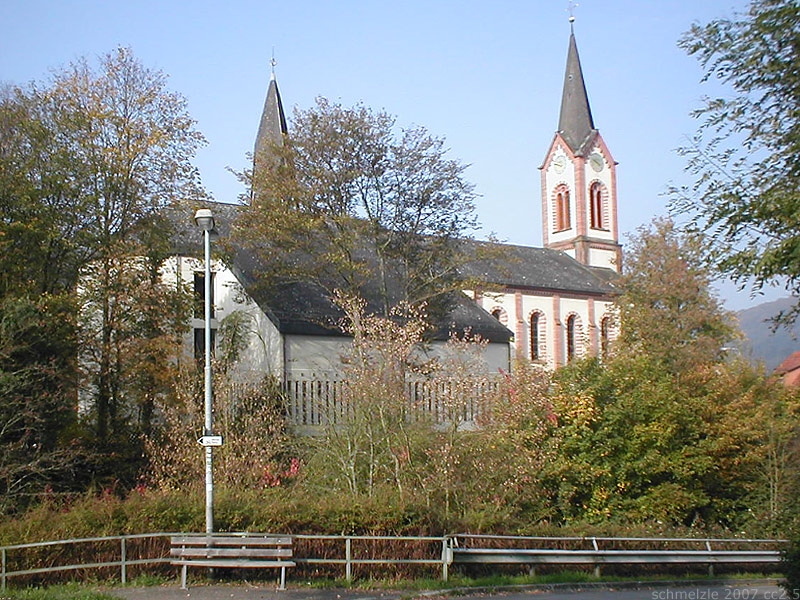
Kath. Kirche St. Afra
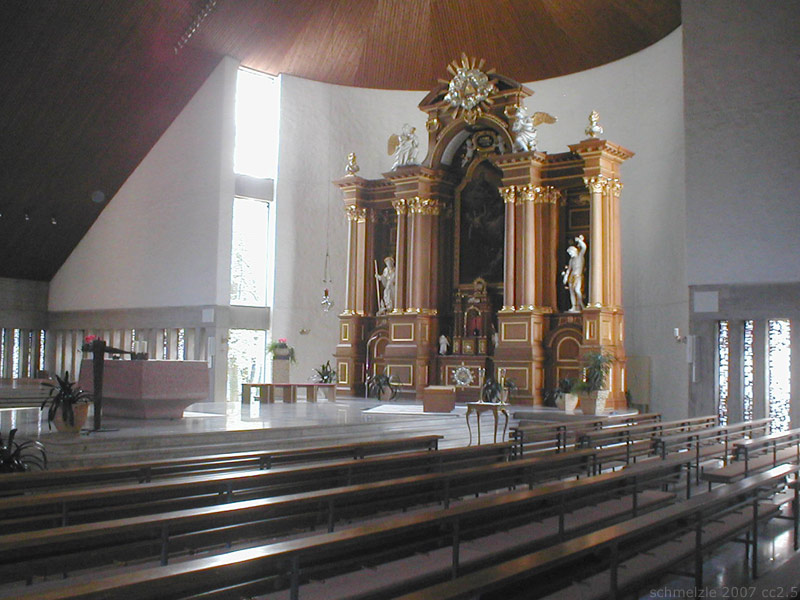
Altarraum der kath. Kirche
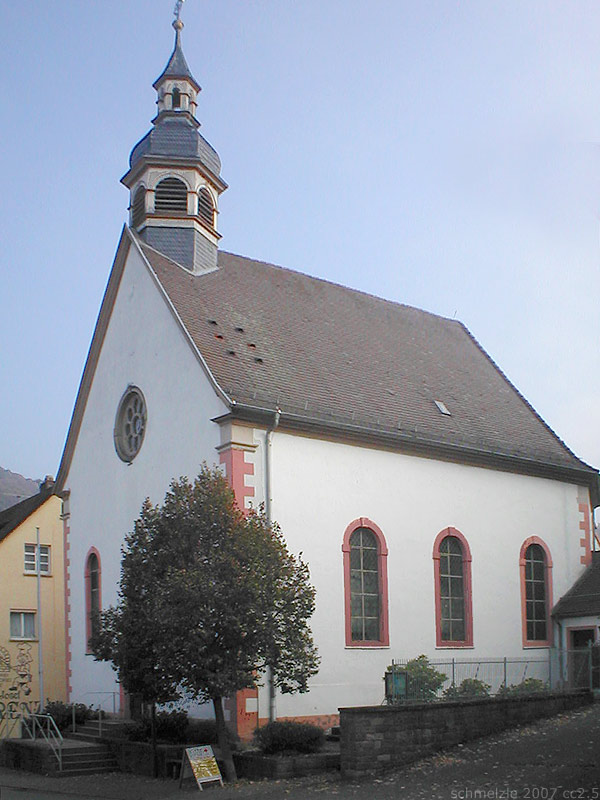
Evang. Kirche

- Auch im Ortsteil Guttenbach gibt es weitere nennenswerte Gebäude, darunter das alte Rathaus, die katholische Kirche St. Urbanus (Guttenbach), eine weitere Kirche und die Staustufe Guttenbach.

### Freizeit und Kultur

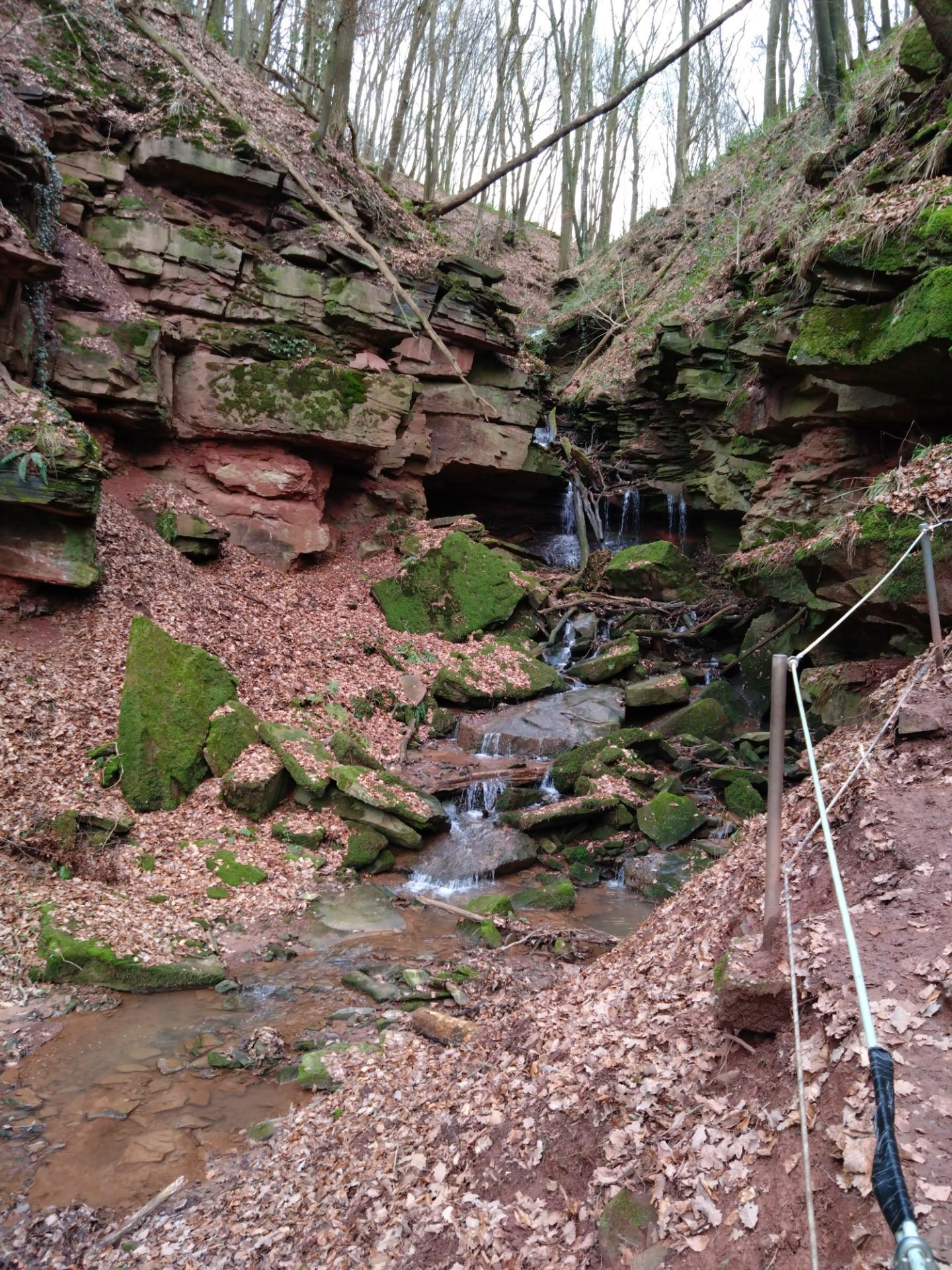
Die Margarethenschlucht

- Wanderwege führen u. a. durch die steile Margarethenschlucht, in der der Flursbach den Gickelberg durchschneidet und die bereits seit 1940 unter Naturschutz steht, sowie zum Waldsee außerhalb des Ortes und weiter zur Läufertsmühle.
- Das Neckarufer bietet die Möglichkeiten für Angelsport, Wassersport und Campingaufenthalt und ist durch die Uferpromenade und den Neckartalradweg erschlossen. Am Ortsausgang in Richtung Zwingenberg wurde ein „Boulodrome“ eingerichtet.
- Das Heimatmuseum informiert über Handwerk, Landwirtschaft, Haushalt und Schiffstechnik

### Radwanderwege
Entlang des Neckars und durch das Stadtgebiet führen folgende Radfernwege:
- Der Neckartal-Radweg verläuft über 410 Kilometer vom Neckarursprung in Villingen-Schwenningen entlang des Neckars bis zu dessen Mündung in den Rhein bei Mannheim.
- Der 225 km lange 3-Länder-Radweg führt als Rundweg durch das Dreiländereck von Hessen, Baden-Württemberg und Bayern. Entlang von Mümling, Neckar und Main erkundet die Route den Odenwald.
- Der Burgenstraßen-Radweg verläuft über ca. 1.200 Kilometer parallel zur Touristenroute Burgenstraße zwischen Mannheim und Prag.
- Der Odenwald-Madonnen-Radweg führt durch den Odenwald, das Neckartal und die Rheinebene. Er beginnt in Tauberbischofsheim und führt über Walldürn, Mudau, Mosbach und Heidelberg nach Speyer.

## Verkehr
Die Gemeinde liegt direkt an der Bundesstraße 37, eine Neckarbrücke führt in den Ortsteil Guttenbach. Neckargerach liegt an der Neckartalbahn Heidelberg–Bad Friedrichshall, die seit 2003 von der S-Bahn RheinNeckar halbstündlich bedient wird. Daneben gibt es Busverbindungen nach Mosbach/Eberbach.
Durch eine Alltagsroute aus dem Radnetz Baden-Württemberg ist Neckargerach über Obrigheim mit Mosbach und in der anderen Richtung über Zwingenberg mit Eberbach verbunden. Touristische Routen sind unter Radwanderwege aufgeführt.

## Persönlichkeiten

### Söhne und Töchter der Gemeinde
- Eugen Leibfried (1897–1978), Politiker (CDU), ehemaliger Landwirtschaftsminister Baden-Württembergs